# Signochrysa ornatissima
Signochrysa ornatissima is een insect uit de familie van de gaasvliegen (Chrysopidae), die tot de orde netvleugeligen (Neuroptera) behoort. 
Signochrysa ornatissima is voor het eerst wetenschappelijk beschreven door Nakahara in 1955.